# جاكي كارمايكل
جاكي كارمايكل (بالإنجليزية: Jackie Carmichael)‏ مواليد 2 يناير 1990 في مانهاتن، هو لاعب كرة سلة أمريكي. بدأ مسيرته الاحترافية في سنة 2013. يحمل الرقم 32. يبلغ طوله 6 قدم 9 بوصة (2.1 م).

## المسيرة الاحترافية
لعب مع بلباو باسكت في الدوري الإسباني في سنة 2013، ثم لعب مع آيوا إنرجي في موسم 2013–2014، ثم لعب مع بانفيت لكرة السلة في الدوري التركي في موسم 2015–2016.

## روابط خارجية
- جاكي كارمايكل على موقع الدوري الأوروبي لكرة السلة (الإنجليزية)
- جاكي كارمايكل على موقع سبورتس رفرنس (الإنجليزية)
- جاكي كارمايكل على موقع الدوري الإسباني لكرة السلة (الإسبانية)
- جاكي كارمايكل على موقع كرة السلة الأوروبية.كوم (الإنجليزية)
- جاكي كارمايكل على موقع كلية كرة السلة في سبورتس رفرنس.كوم (الإنجليزية)
- جاكي كارمايكل على موقع ريلجم (الإنجليزية)
- جاكي كارمايكل على موقع بروبوليرز (الإنجليزية)
- جاكي كارمايكل على موقع سبورتس رفرنس (الإنجليزية)
- جاكي كارمايكل على موقع سبورتس رفرنس (الإنجليزية)